# Giacomo Aula
Giacomo Aula (* 28. März 1967 in Lagonegro, Potenza) ist ein italienischer Jazz-Pianist.
Aula hatte klassischen Klavierunterricht bei Maria Martino. Nach einem Studium afroamerikanischer Musik in Turin ging er nach Siena, wo er sich als Jazzpianist bei Stefano Battaglia, als Jazz-Orchestermusiker bei Bruno Tommaso und Musikwissenschaftler bei Marcello Piras und Stefano Zenni qualifizierte. Er studierte dann bis 1994 Elektronik und elektroakustische Musik am Politecnico di Torino.
1997 trat er im Trio mit Eliot Zigmund und Daniele Esposito auf. Danach wurde er Mitglied des Orchestra Nazionale Giovanile Italiana, wo er Gelegenheit hatte, mit Musikern wie James Newton, Salvatore Tranchini, Bruno Tommaso, Peter Erskine, Enrico Rava, Palle Danielsson, Pietro Tonolo, Rudy Migliardi, Gianluigi Trovesi, John Taylor, Mario Raja, Giancarlo Gazzani, Lorenzo Petrocca, Tony Mann, Eugenio Colombo, Ettore Fioravanti, Giancarlo Schiaffini, Paolo Fresu, Emanuele Cisi und Lee Konitz zu arbeiten.
Regelmäßig arbeitet Aula mit Larry Schneider, mit dem er mehrere Alben veröffentlichte. Als Sideman wirkte er bei Aufnahmen von Horace Silver, Bill Evans sowie Thad Jones und Mel Lewis mit.
Aula unterrichtet Klavier an der Scuola Musicae Fabri di Montiglio d'Asti und der Scuola Civica di Bardonecchia in Turin sowie bei Siena Jazz.

## Diskografie
- Big Band of Centro Jazz Torino with Lee Konitz, 1994
- Brain Cigarette mit den Luciano Bertolotti Sextet, 1996
- Orchestra Nazionale Giovanile di Jazz with James Newton, 1997
- Jazz Inside - Giacomo Aula Trio feat. Lorenzo Petrocca, 1997
- Praca de Santiago mit Manuel D’Oliveira, 1997
- Just Beginning mit Larry Schneider, 2000
- The Looking Glass Session, 2003